# MR16

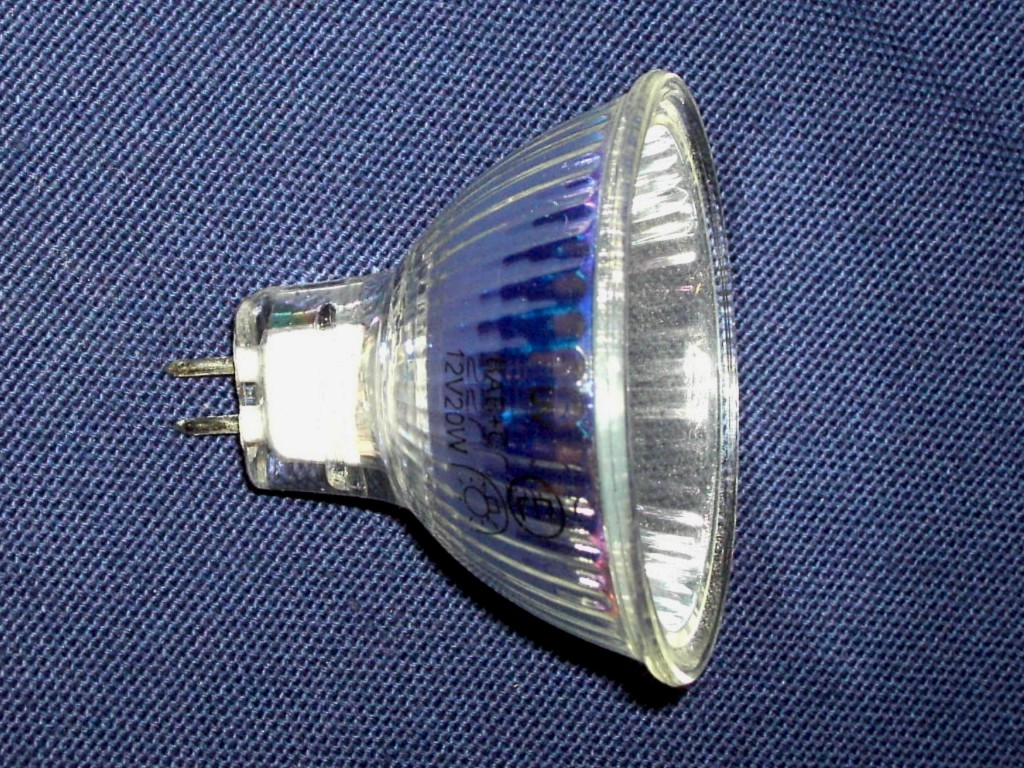
Làmpada MR16 halògena

 MR16  (també conegut com a  MR-16 ) és un format estàndard amb reflector integrat de bombetes halògenes i també algunes làmpades fluorescents i làmpades LED, que subministren diversos fabricants. Normalment són usades igual que les làmpades fluorescents i les bombetes incandescents per a l'enllumenat residencial i comercial, encara que en el seu origen, foren dissenyades per als projectors de diapositives i de 8mm

## Història

Dibuix d'una MR16 LED amb dissipador de calor en lloc del reflector

Originalment les làmpades MR16 es van dissenyar per projectors de diapositives i es van adaptar amb èxit a l'entorn de la decoració i altres finalitats, ja que són adequades per a diverses aplicacions en les que calgui il·luminació direccional d'una intensitat entre baixa i mitja, com il·luminació de senders, làmpades encastades en sostres o cel rasos, làmpades d'escriptori, il·luminació de paisatges, il·luminació de taulells i làmpades de bicicleta.
- 2008: La Unió Europea va començar el 2009 la retirada dels tipus de bombetes menys eficients els Estats de la Unió europea (UE) van aprovatrel 8 de désembre del 2008 la prohibició progressiva de les bombetes d'incandescencia clàssiques a partir de l'1 de setembre del 2009 amb un abandonament total l'any 2012. El pas a mètodes d'enllumenat més ecològics ha de permetre segons la UE reduir les emissions de diòxid de carboni en 15 milions de tones per any.[2]
- 2018: En aquest procés, l'1 de setembre de 2018, la UE va posar fi a la producció i importació de bombetes halògenes per la majoria d'usos.[3][4] A Austràlia es prohibiran a partir de setembre del 2020.[5]

## Noms

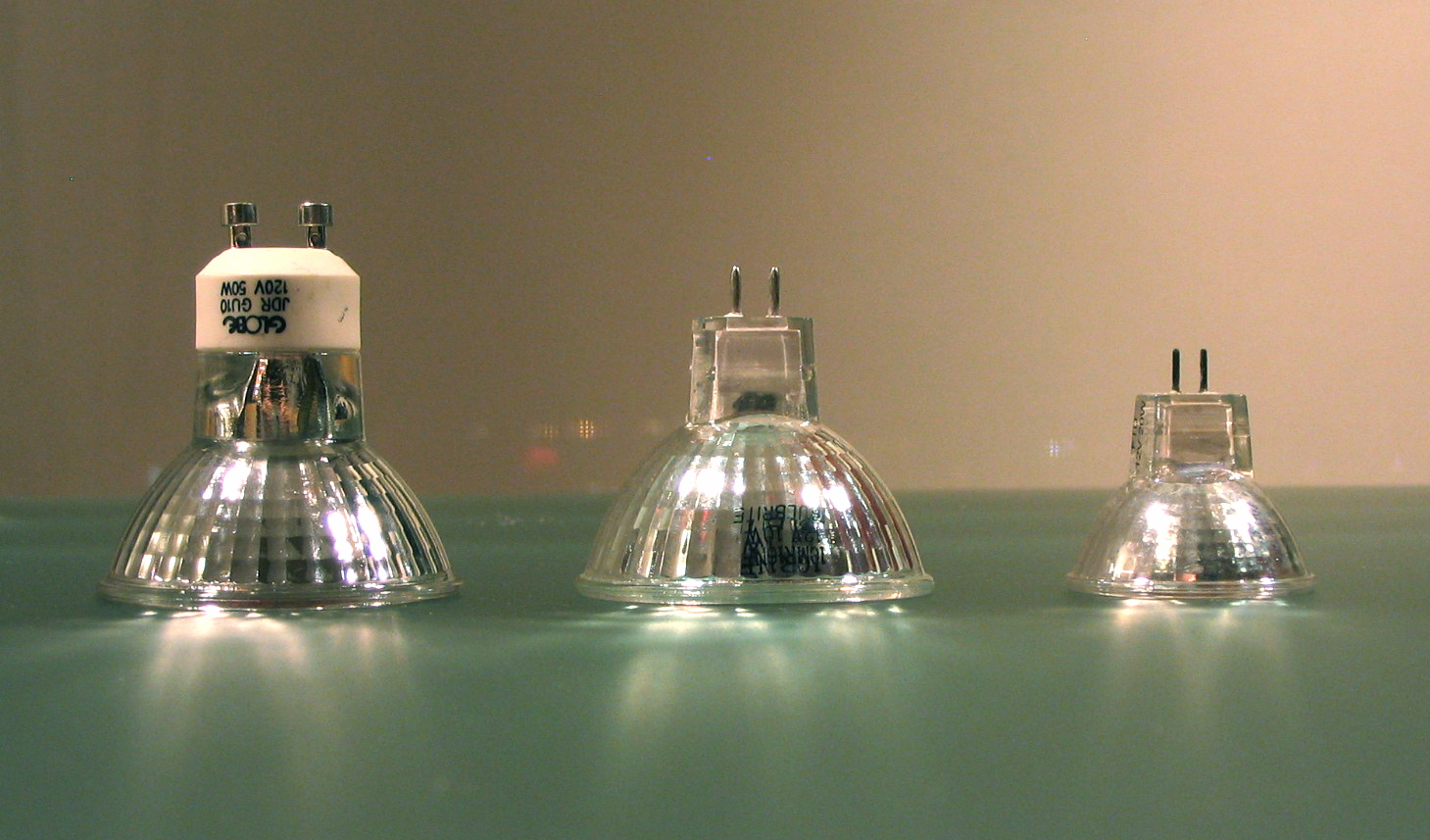
D'esquerra a dreta: MR16 amb base GU10 i amb base GX5.3, MR11 amb base GU4 o GZ4

ANSI utilitza els següents codis estàndard per a definir diferents combinacions de watts i angle d'obertura del feix de llum de làmpades MR16. Molts fabricants empren aquests codis estàndard per a làmpades que compleixen amb l'especificació:
- ESX:  20 Watts, feix de 10 graus (20MR16/10°)
- BAB:  20 Watts, feix de 40 graus (20MR16/40°)
- EXT:  50 Watts, feix de 15 graus (50MR16/15°)
- EXZ:  50 Watts, feix de 25 graus (50MR16/25°)
- EXN:  50 Watts, feix de 40 graus (50MR16/40°)
- FPA:  65 Watts, feix de 15 graus (65MR16/15°)
- FPC:  65 Watts, feix de 25 graus (65MR16/25°)
- FPB:  65 Watts, feix de 40 graus (65MR16/40°)
- Eif:  75 Watts, feix de 15 graus (75MR16/15°)
- EYJ:  75 Watts, feix de 25 graus (75MR16/25°)
- EYC:  75 Watts, feix de 40 graus (75MR16/40°)

Atès que les làmpades MR16 estan disponibles en moltes altres combinacions de Watts i obertures de feix, es solen definir d'acord amb abreviatures en anglès del grau d'obertura del feix. Tot i que aquestes abreviatures són usades comunament, els angles associats amb cada abreviatura varien lleugerament entre fabricants. Els angles típics associats amb aquestes abreviatures són:
- VNSP  (Very narrow espot - Punt molt estret): menys de 8 graus
- NSP  (Narrow espot - Punt estret): 8-15 graus
- SP  (Spot - Punt): 8-20 graus
- NFL  (Narrow flood - Senyal estreta): 24-30 graus
- FL  (Flood - Senyal normal): 35-40 graus
- WFL  (Wide flood - Senyal àmplia): 55-60 graus
- VWFL  (Very wide flood - Senyal molt àmplia): 60 graus o més

## Característiques

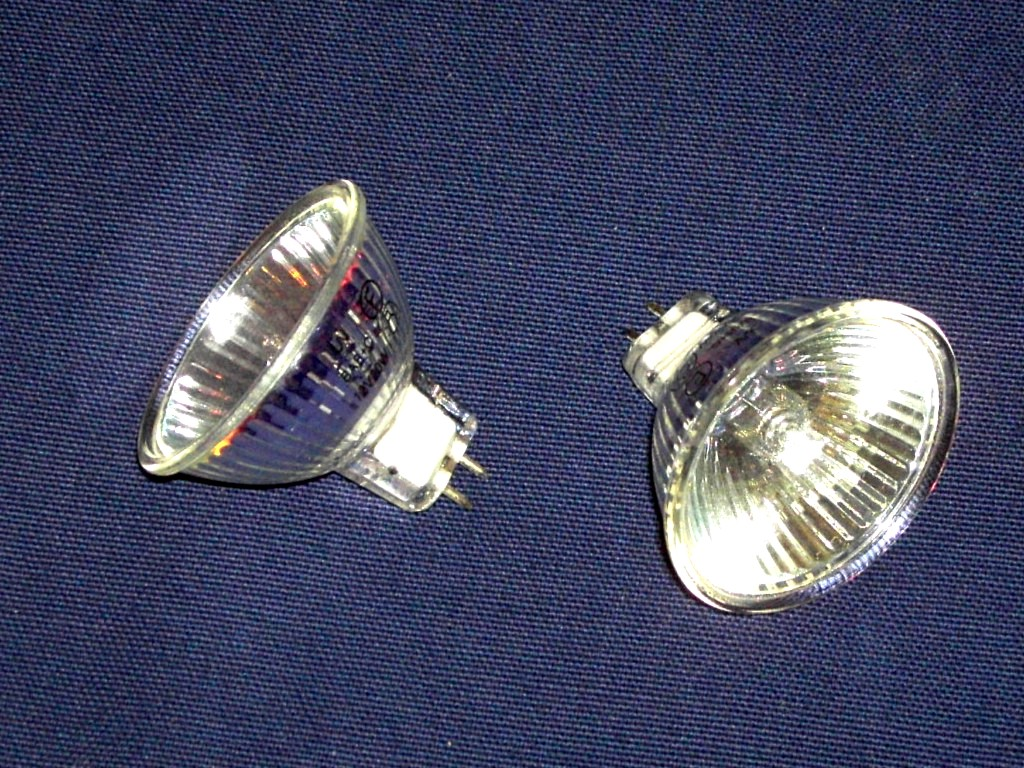
Làmpades halògenes MR-16

Les làmpades MR16 consisteixen en un bulb o càpsula halògena amb un reflector de vidre temperat integrat. El reflector té 50 mil·límetres de diàmetre. La mida compacte permet muntatges molt més petits i discrets que les làmpades incandescents anteriors a les MR16s.
El reflector controla la direcció i obertura del feix de llum de la làmpada, que pot variar des d'uns 7 graus fins a 60 graus o més.
"MR" és la sigla en anglès de "multifaceted reflector" reflector multicara, indicant que usualment la seva forma està tallada amb múltiples cares petites, el que dona una vora suau a l'àrea il·luminada tot i que també hi ha làmpades amb reflectors suavitzats que proveeixen una àrea il·luminada més definida.
En els models econòmics el reflector està cobert per una capa d'alumini que reflecteix la llum mentre que en models més costosos el recobriment és d'un material dicroic que reflecteix freqüències particulars de l'espectre visible en la direcció a la que apunta la làmpada sense reflectir la llum infraroja que produeix calor, reduint per tant l'escalfament del seu objectiu. La combinació de la font de llum halògena i el recobriment dicroic fa que aquests làmpades ofereixin un índex de reproducció del color i una temperatura de color superiors a les bombetes incandescents. Això les fa adequades per aplicacions on la reproducció fidel del color és important com en taulells comercials.
La brillantor de les làmpades MR16 es pot ajustar amb reductors de llum o atenuadors elèctrics adequats però la temperatura de color canvia significativament.
Les MR16 produeixen força calor i s'han de manejar amb precaució per evitar el contacte amb la pell o la proximitat amb materials inflamables quan estàn enceses o han estat enceses recentment.
Generalment les làmpades MR16 són més eficients energèticament que les bombetes incandescents normals però menys eficients que les làmpades fluorescents. La seva vida mitjana esperada es troba entre 2.000 i 10.000 hores.
Les MR16, com totes les làmpades de quars-halogen, produeixen quantitats substancials de llum ultraviolada que usualment s'ha de filtrar. Addicionalment la càpsula de quars ocasionalment es pot trencar o pot explotar en cas de falla de corrent. Per aquestes raons algunes MR16 inclouen una coberta de vidre que fa de filtre ultraviolat i escut protector. Les MR16 que no compten amb aquesta coberta requereixen un muntatge que incorpori una peça de vidre externa dissenyada específicament per brindar aquesta protecció.

## Alternatives

### MR LED
Hi ha disponibles llums LED compatibles amb el format MR. Tenen una forma similar a les bombetes MR halògenes, i es poden utilitzar en la majoria d'accessoris dissenyats per aquestes làmpades MR. El mateix passa amb els llums LED compatibles amb MR11. Es necessiten adaptacions dissenyades per a làmpades halògenes MR16 o MR11 que utilitzen transformadors electrònics amb transformadors compatibles amb LED. Hi ha una gran varietat de dissenys, que varien significativament pel que fa a l'amplada del feix, el color, l'eficiència i la potència lluminosa.
A diferència de les MR halògenes, els làmpades LED sovint no tenen els reflectors multifacèlics que donen a MR el seu control d'amplada de feix precisa. Algunes depenen de l'òptica del LED (s) per controlar l'amplada del feix. Alguns dissenys poden tenir obertures de tall senzilles que limiten l'amplada del feix, o fins i tot reflectors individuals per a cada LED.
Igual que amb altres llums LED disponibles avui dia, la temperatura color de la llum blanca produïda per aquestes llums varia. Moltes tendeixen cap a l'extrem blau de l'espectre, sent fins i tot d'un color "més fred", que l'enllumenat fluorescent. A causa d'aquesta variabilitat, algunes làmpades LED compatibles amb MR16 i MR11 crearan una llum més natural que altres (càlida: 3200 K o freda: 4000 K). La menys eficient d'aquestes làmpades produeix al voltant de 26 lm/W, que és similar a l'eficàcia de les MR halògenes. La més eficient de les làmpades disponibles (2015) produeix uns 100 lm/ W, que supera l'eficàcia de les làmpades fluorescents compactes.
Pel que fa a la potència lluminosa total, aquestes làmpades van des de ser significativament menys potents que les seves contraparts d'halogen, fins a ser comparables amb les MR16 de baix pes d'halogen. Els MR16 d'halogen disponibles més brillants encara eren lleugerament més brillants que les versions LED més brillants a nivell del 2015.

### MR CFL
També hi ha disponibles llums fluorescents compactes (CFL) compatibles amb MR.